# Viscera Eyes
Viscera Eyes är den enda singeln från albumet Amputechture av The Mars Volta. "Viscera Eyes" var från början tänkt att vara skriven till Mars Voltas föregångare At the Drive-In. Hela låten (som den framställs på skivan) är 9 minuter och 23 sekunder lång. Bildfragment från en musikvideoinspelning från september 2006 existerar, med Blake Fleming på trummor och John Frusciante på gitarr, men någon video har inte släppts. Annars är låten utförd av The Mars Volta Group.

## Låtar
1. "Viscera Eyes" (Radio edit) - 4:23